# 3 Zimmer. Küche. Tod.
3 Zimmer. Küche. Tod. ist ein österreichisches Filmdrama von Bastian Zach und Matthias Bauer aus dem Jahr 2007.

## Handlung
Anna Forstinger, vor einem halben Jahr nach Innsbruck gezogen, ist in ihrer neuen Heimat einsam und unglücklich. Sie ist Krankenschwester in der Nachtschicht und hat eine Affäre mit dem verheirateten Arzt Michael, der sie jedoch nur als Lustobjekt sieht. Wenn Anna nach ihrer anstrengenden Nachtarbeit in ihrer Wohnung schlafen will, wird sie durch unglaublichen Baulärm aufgrund Renovierungsarbeiten im Haus um ihren Schlaf geraubt. Völlig entnervt beschließt sie, sich eine neue Wohnung zu suchen. Das scheitert aber an den hohen Mietpreisen in Innsbruck. Als sie eine Zeitungsanzeige für eine 3-Zimmer-Wohnung entdeckt, lädt sie der Makler zu einer gemeinsamen Besichtigung mit den anderen Interessenten ein. Sein Klient ist ein älteres Ehepaar, das den künftigen Mieter in Einzelgesprächen auswählen will.
Nachdem Anna entscheidet alles zu tun, um diese Wohnung zu bekommen, lädt sie den Makler zu einem Abendessen nach Hause ein. Aufreizend gekleidet sitzt sie danach neben ihm auf dem Sofa. Vorher hat sie ihm ein angeblich harmloses Mittel untergemischt, das nach Aussagen ihrer Kolleginnen die Männer gefügig macht. Der Makler stirbt jedoch unerwartet daran. Verzweifelt schleppt Anna ihn aus der Wohnung und wirft ihn von einer Brücke in den Fluss.
Den nächsten Interessenten Hermann Landauer beobachtet sie und findet heraus, dass er eine Affäre hat. Mit diesen Fakten konfrontiert verzichtet er auf die Mietwohnung. Dann erhält sie einen Anruf des Wohnungsanwärters Max Fröhlich, der sie beim Entsorgen der Leiche des Maklers gesehen hat. Er zwingt Anna, auch die restlichen potentiellen Mieter zu beseitigen und danach selbst auf die Wohnung zu verzichten.
Die nächste Kandidatin, Julia Neuner, will sie in der Badewanne ertränken. Diese kann sich jedoch wehren, rutscht aber aus und schlägt tödlich mit dem Kopf auf.
Die letzte verbliebene Interessentin ist die alte Dorothea Haslinger. Anna lädt sie unter einem Vorwand zu sich nach Hause ein und erschlägt sie. Überraschend taucht ihr Geliebter Michael auf, der die Polizei verständigen will. Ihn ersticht sie von hinten. Zur Beseitigung der Leichen bittet sie Max Fröhlich um Hilfe. Nach deren Entsorgung fährt er sie in seine Wohnung und vergiftet sie mit einem Getränk. Anna kann ihn jedoch kurz vor ihrem Tod noch mit Michaels Waffe erschießen.
Am Ende des Films wird das ältere Ehepaar mit seinem Neffen in der begehrten Wohnung gezeigt. Die Eigentümer haben der Maklergesellschaft den Auftrag entzogen, da innerhalb der Familie vermietet wird.

## Kritik
„Um den Mietvertrag für eine elegante Wohnung zu bekommen, die für sie unter normalen Umständen unerreichbar wäre, ist eine Krankenschwester bereit, über die Leichen ihrer finanzstarken oder verschlagenen Konkurrenz zu gehen. Schwarz-humoriger Thriller aus der Werkstatt österreichischer Filmstudenten, die ihre nicht sehr glaubwürdige Geschichte mit viel Engagement erzählen.“

„Kleine Morde unter Mietern stehen im Mittelpunkt dieser für wenig Geld von Tiroler Schauspiel- und Filmhochschülern handwerklich ansprechend realisierten Mischung aus Gesellschaftssatire und Gegenwartsdrama. Es dauert seine Zeit, bis die Story in die Gänge kommt, die Darsteller machen ihre Sache gut, auch wenn etwas mehr Humor dem Ergebnis nicht geschadet hätte und auch eine plausible Motivation für die krasse Mordserie der vermeintlichen Heldin nicht wirklich auf der Hand liegt. Freunde der heimischen Filmkunst riskieren einen Blick.“